# Weisenbach
Weisenbach è un comune tedesco di 2 654 abitanti, situato nel land del Baden-Württemberg.